# Return to Innocence
«Return to Innocence» — композиция, написанная в 1993 году проектом Enigma. Сингл стал первым релизом с альбома The Cross of Changes.

## Информация о сингле
Главные вокальные партии в песне принадлежат Энди Харду (aka Angel X). Семплы песнопений тайваньских аборигенов народа ами были взяты из «Jubilant Drinking Song» без разрешения исполнителей. Kuo Ying-nan и Kuo Hsiu-chu по программе обмена культурой в Париже в 1988 году записали CD. Продюсер Enigma Мишель Крету позже использовал этот CD для семплов.
В 1996 году песня была ещё больше популяризирована благодаря использованию на телевидении для промоушена Летних Олимпийских Игр 1996 года, которые проходили в Атланте (США).
В марте 1998 года Крету и Virgin Records были обвинены в плагиате и нарушении авторских прав. Пострадавшей стороне была выплачена компенсация, на всех последующих релизах была указана информация о правообладателе, также стали выплачиваться лицензионные платежи законным авторам. Со слов Крету, он не знал о том, что записи не являются общественным достоянием и не хотел нарушать права семьи Kuo.
Видеоклип к синглу «Return to Innocence», режиссёром к которому выступил Джульен Темпл (англ. Julien Temple), был снят в Малаге. Видео символически представляет жизнь человека в реверсном, обратном порядке — начиная со смерти (сцена которой была, вероятно, навеяна фильмом 1930 года «Земля», снятого советским режиссёром Александром Довженко) и заканчивая его рождением, возвращением к невинности, безгрешности.
Трек использовался в 1994 году в фильме «Райское наслаждение» и в 1995 году в фильме «Кто в доме хозяин». 
Сингл занял первую позицию в чартах восьми стран, попал в лучшую десятку на пяти континентах и достиг четвёртого места в США. На телеканале MTV Europe видеоклип был показан более 800 раз в течение 9 месяцев.

## Список композиций

### CD
- Return to Innocence [radio edit]
- Return to Innocence [380 midnight mix]

### 12″ винил
- Return to Innocence [380 midnight mix]
- Return to Innocence [radio edit]
- Return to Innocence [long & alive version]

### Расширенный CD
- Return to Innocence [radio edit] (4:03)
- Return to Innocence [long & alive version] (7:07)
- Return to Innocence [380 midnight mix] (5:55)
- Return to Innocence [short radio edit] (3:01)

Американская версия сингла содержит также композицию «Sadeness (Part I) (Radio Edit)» (4:17).